# مارغريت أورتيغا
مارغريت أورتيغا هي مغنية صينية، ولدت في 26 نوفمبر 1993.